# Promessa al pubblico
La promessa al pubblico è il negozio giuridico unilaterale, disciplinato dall'art. 1989 del codice civile italiano, tramite il quale un determinato soggetto si impegna pubblicamente ad eseguire una determinata prestazione nei confronti di chi si troverà in una determinata situazione o di chi compirà una determinata azione. 

## Natura giuridica
Un esempio di promessa al pubblico è il seguente: "Tizio offre cento euro a chi gli riporterà il cane smarrito".
La revoca è possibile, ma solo per giusta causa, e in ogni caso non ha alcun effetto se la situazione o l'azione prevista nella promessa si sono verificate. Essa dovrà poi essere resa pubblica nella stessa forma usata per la promessa o in forma equivalente.
Tale promessa vincola il promittente dal momento in cui la promessa stessa è resa pubblica.

### Differenze con istituti simili
La promessa differisce dall'offerta al pubblico (con cui ha in comune solo l'indeterminatezza del destinatario), che è una proposta contrattuale che vincola il proponente solo in presenza dell'accettazione della controparte. Esempio di offerta al pubblico può ravvisarsi nell'esposizione in una vetrina di capi di abbigliamento con il relativo prezzo. Altra divergenza inerisce alla fase di negoziazione per l'acquisto del bene: non esiste una procedura simile per la promessa al pubblico.

## Testi normativi
Codice civile